# Armin Krings
Armin Krings (Mönchengladbach, 22 november 1962) is een voormalig voetballer uit Luxemburg, die werd geboren in het toenmalige West-Duitsland. Hij speelde als centrumspits gedurende zijn carrière voor Avenir Beggen en FC Mondercange. Hij was zesmaal topscorer in de hoogste divisie in Luxemburg, de Nationaldivisioun.

## Interlandcarrière
Krings kwam in totaal veertien keer (één doelpunt) uit voor de nationale ploeg van Luxemburg in de periode 1987–1991. Hij maakte zijn debuut op 9 september 1987 in de EK-kwalificatiewedstrijd tegen Ierland, waarin hij onmiddellijk scoorde. Zijn veertiende en laatste interland speelde de spits op 13 november 1991 in de met 1-0 verloren EK-kwalificatiewedstrijd tegen Wales. In dat duel trad hij na 68 minuten aan als vervanger van Robert Langers.

## Erelijst
Avenir Beggen
- Luxemburgs landskampioen

1982, 1984, 1986, 1993, 1994
- Beker van Luxemburg

1983, 1984, 1987, 1992, 1993, 1994
- Topscorer Nationaldivisioun

1982 (25 goals), 1984 (26 goals), 1985 (16 goals), 1986 (25 goals), 1987 (21 goals), 1989 (21 goals)